# Arcturus scabrosus
Arcturus scabrosus är en kräftdjursart som beskrevs av Norman 1904. Arcturus scabrosus ingår i släktet Arcturus och familjen Arcturidae. Inga underarter finns listade i Catalogue of Life.